# Jan Huygen van Linschoten
Jan Huyghen van Linschoten, född 1563, död 8 februari 1611, var en nederländsk resenär och spion.
Lindschoten vistades 1583-89 i Goa, varunder han företog flera resor i det portugisiska Ostindien, och deltog 1594-95 i en expedition till Kariska havet. Linschoten är känd som författare till Itinerario, voyage ofte schipvaert naer Ooost ofte Portugals Indie (1596, nyutgåva 1910). Efter Linschoten har uppkallats Linschotenöarna. 1908 bildades Linschoten-Vereeniging som har till uppgift att publicera äldre nederländsk geografisk litteratur.

## Eftermäle
Även asteroiden 10651 van Linschoten är uppkallad efter honom.

### Fotnoter
1. ↑  läs online, Encyclopædia Britannica .[källa från Wikidata]
2. 1 2  Jan Huygen van Linschoten, Biografisch Portaal (på nederländska), Biografisch Portaal-nummer: 07373942.[källa från Wikidata]
3. ↑  Digitale Bibliotheek voor de Nederlandse Letteren, Jan Huyghen van Linschoten, Digitale Bibliotheek voor de Nederlandse Letteren (på nederländska), DBNL författar-ID: lins001.[källa från Wikidata]
4. 1 2  Geographicus Rare Antique Maps biographical dictionary of cartographers, Geographicus cartographer ID: linschoutenjanhuyghen, läs online, läst: 8 april 2025.[källa från Wikidata]
5. ↑  RKDartists, RKDartists-ID: 50260, läst: 9 oktober 2017.[källa från Wikidata]
6. ↑  Benezit Dictionary of Artists, Oxford University Press, 2006 och 2011, ISBN 978-0-19-977378-7, Benezit-ID: B00110157, läs online, läst: 9 oktober 2017.[källa från Wikidata]
7. ↑  Union List of Artist Names, 9 augusti 2021, ULAN: 500052142, läs online, läst: 17 maj 2023.[källa från Wikidata]
8. 1 2  Geographicus Rare Antique Maps biographical dictionary of cartographers, läs online, läst: 8 april 2025.[källa från Wikidata]
9. ↑  ”Minor Planet Center 10651 van Linschoten” (på engelska). Minor Planet Center. https://www.minorplanetcenter.net/db_search/show_object?object_id=10651. Läst 6 juli 2021.